# Sageretia rugosa
Sageretia rugosa är en brakvedsväxtart som beskrevs av Henry Fletcher Hance. Sageretia rugosa ingår i släktet Sageretia och familjen brakvedsväxter. Inga underarter finns listade i Catalogue of Life.